# Mandarynka (ptak)
Mandarynka, kaczka mandarynka (Aix galericulata) – gatunek średniej wielkości ptaka wodnego z rodziny kaczkowatych (Anatidae). Zamieszkuje dorzecze Amuru, Sachalin, Japonię, Mandżurię, wschodnie Chiny. Zimuje w Japonii i południowo-wschodnich Chinach. Hodowany w Europie od XVIII wieku jako ptak ozdobny. Zbiegłe osobniki utworzyły utrzymujące się, osiadłe populacje, głównie w dużych miastach. Spotykana również w Polsce, sporadycznie gniazduje, głównie w Parku Łazienkowskim w Warszawie. Nie wyróżnia się podgatunków.

## Morfologia

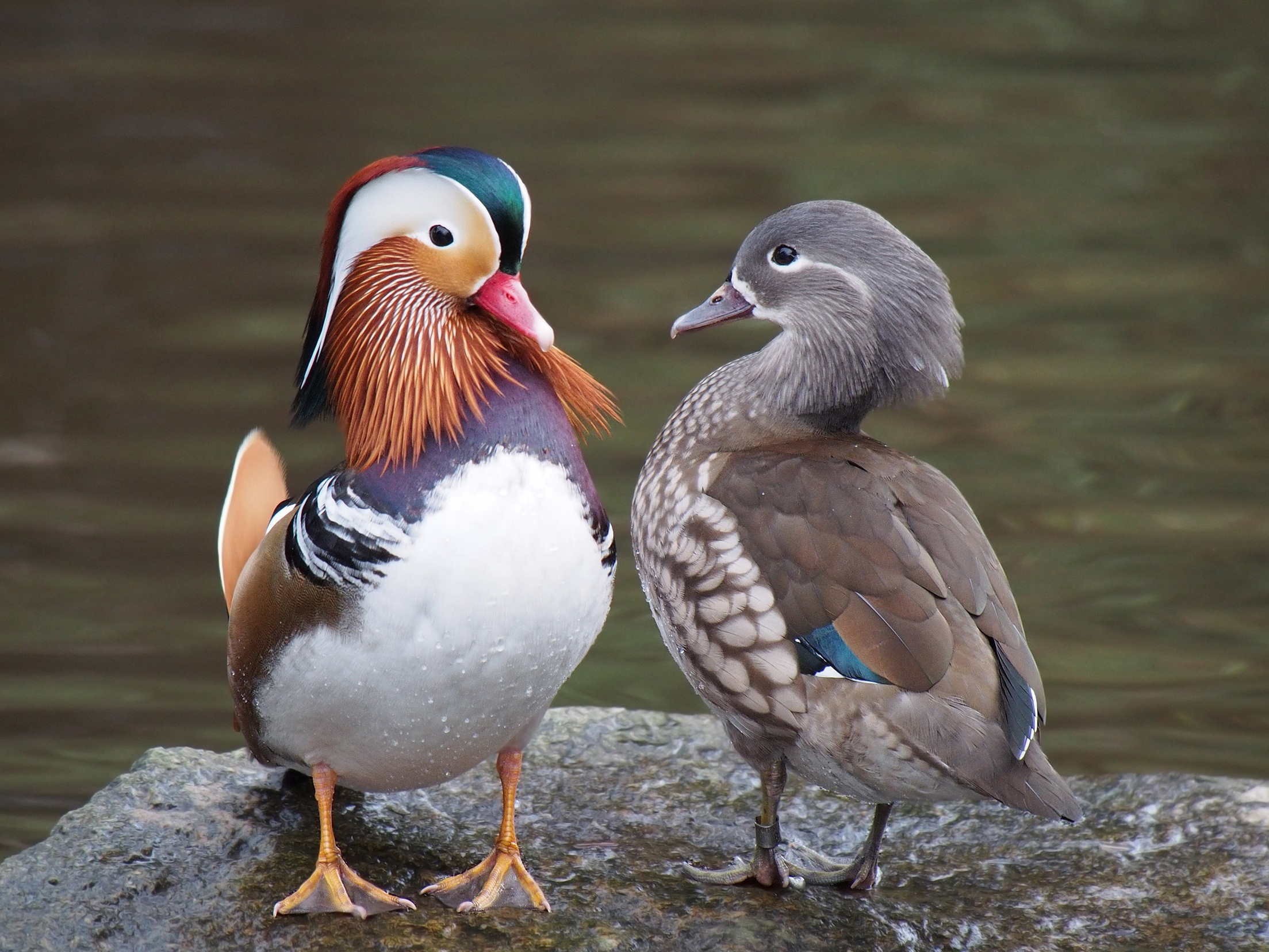
Para mandarynek nad jeziorem Martin w hrabstwie Lancashire w Wielkiej Brytanii

### Cechy gatunku
Ma charakterystyczny dla całego rodzaju Aix kształt dzioba, którego nie mają żadne inne kaczki. U obu płci pióra z tyłu głowy tworzą charakterystyczny czub.
Samiec ubarwiony bardzo jaskrawo i kontrastowo. Jego rude ramieniowe lotki drugorzędowe są znacznie wydłużone i tworzą przy złożonych skrzydłach sterczące ku górze grzebienie z białymi końcówkami. Od nasady czerwonego dzioba, przez oko, po koniec czuba ciągnie się szeroki, biało-kremowy pas. Ponad nim czoło i przód ciemienia metalicznie zielony, natomiast tył ciemienia i potylica rdzawa. Rdzawe pióra na bokobrodach i szyi wydłużone i wąskie, przypominają kołnierz; w tylnej jego części wąski metaliczno-zielony pas. Przód szyi, górna część i boki piersi metaliczno-fioletowe, w dolnej części przez fioletową plamę ciągną się dwa białe pasy. Spód ciała biały, grzbiet ciemny, boki beżowe. Ogon ciemny, podogonie białe, a łapy pomarańczowe. Na skrzydłach zielone lusterka.
Samica znacznie skromniej ubarwiona. Wierzch ciała szarobrunatny o oliwkowym odcieniu, z wąskim białym pasem wokół oczu i na podgardlu. Kantarek, podbródek i przód szyi białe. Spód ciała popielaty w duże, jasne plamy, podogonie białe, ogon czarny. Na skrzydłach metaliczne zielone lusterka. Ma żółtawe łapy i ciemnoszary dziób. Odzywa się głuchym „atsk”.
Gdy mają na sobie upierzenie spoczynkowe, płeć rozróżnia się po kolorze dzioba.
Jest nadrzewną kaczką. W locie cechuje ją duża zwrotność, co zawdzięcza odpowiedniej proporcji między masą ciała a wymiarami skrzydeł oraz długiemu ogonowi. By usiąść na szczycie drzewa, potrafi szybko wzbić się w powietrze. Zręcznie porusza się między gałęziami. Samiec wydaje ostre „wrrik”.
W naturze występuje również inna kaczka nadrzewna – karolinka, pochodząca z Ameryki Północnej, podobna do mandarynki. Również jest drobna, barwna i prowadzi zbliżony tryb życia, ale różni się nieco upierzeniem i kaczor nie ma rudego żagla.
W hodowli spotykana jest częściowo zmutowana odmiana mandarynki o niemal białym upierzeniu.

### Wymiary średnie
długość ciała ok. 41–49 cm
rozpiętość skrzydeł ok. 65–75 cm
masa ciała ok. 500 g

## Tryb życia

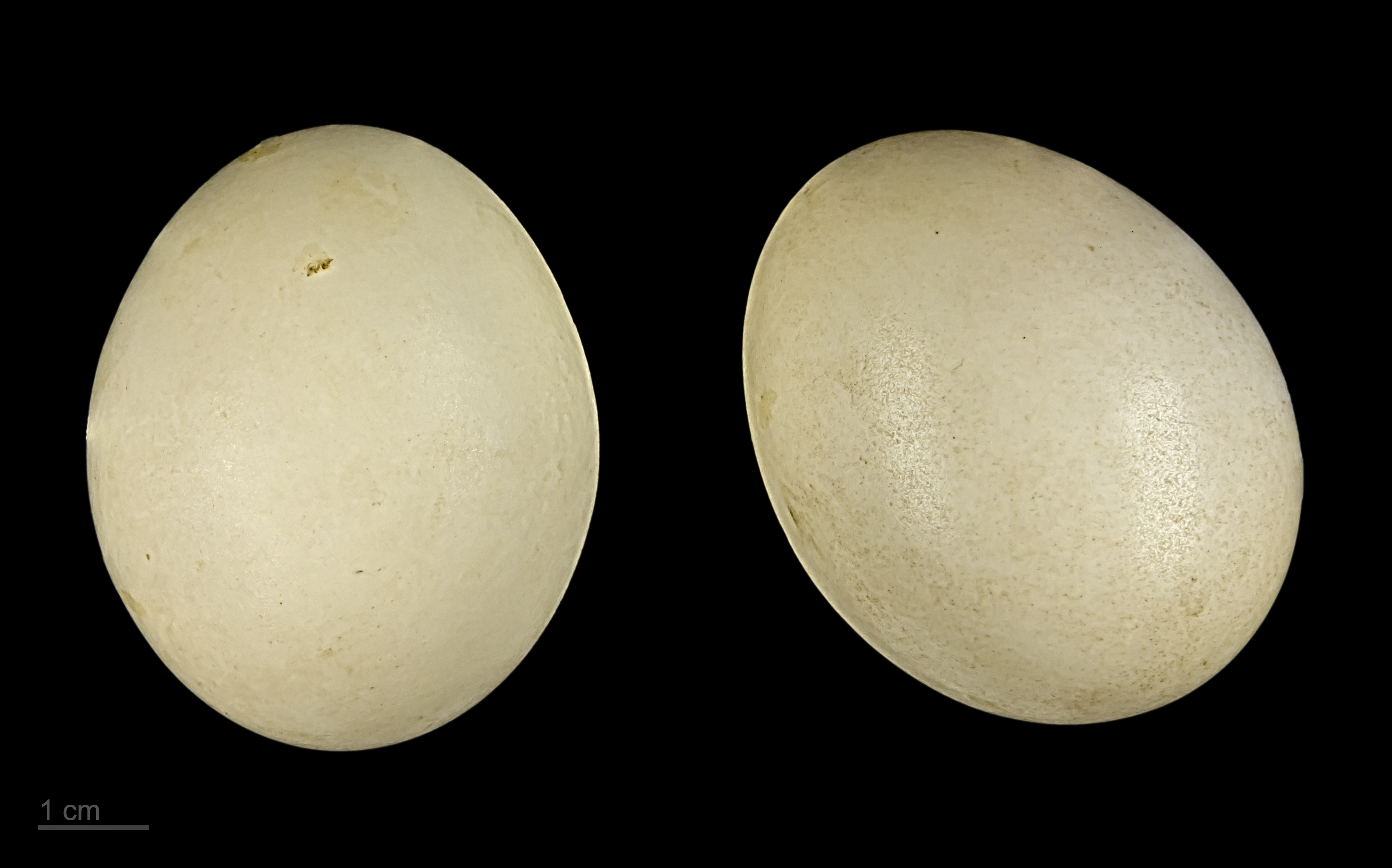
Jaja z kolekcji muzealnej

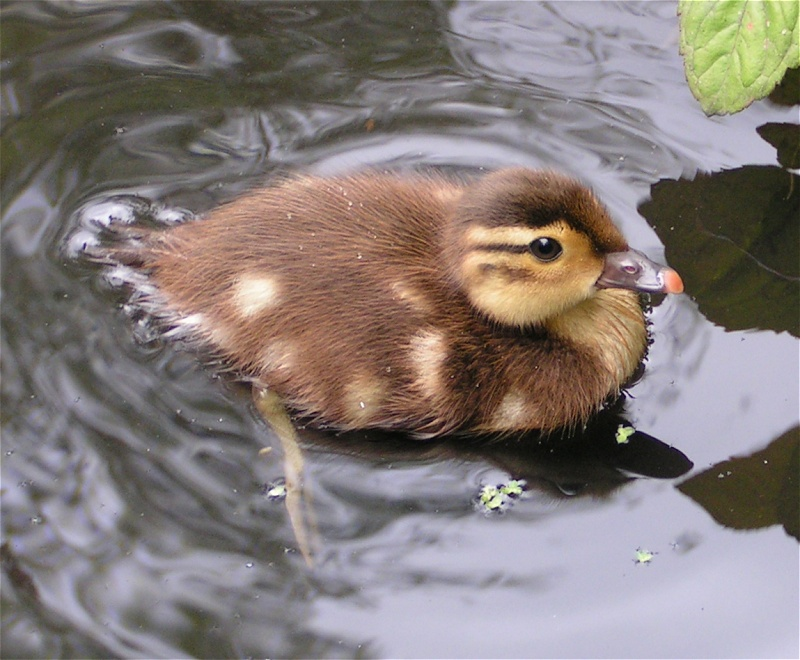
Pisklę mandarynki

### Biotop
Śródleśne jeziora i rzeki. Populacje europejskie zamieszkują głównie stawy w miejskich parkach.

### Gniazdo
W dziupli, pod wiatrołomami lub w zaroślach, szczelinach skalnych, rozgałęzieniach pni, w pobliżu wody, znacznie rzadziej na ziemi. Chętnie zasiedla budki lęgowe zawieszone na drzewach.

### Jaja
W ciągu roku wyprowadza jeden lęg, składając w kwietniu-maju 7–12 brunatnawych jaj o wymiarach: 51x37 mm.

### Wysiadywanie
Jaja składane w jednodniowych odstępach wysiadywane są przez okres 28–30 dni przez samicę. Pisklęta opuszczają gniazdo po wykluciu, a umiejętność latania zdobywają po 40–45 dniach, wówczas się usamodzielniają. Ich puch jest tak gruby i lekki, że chroni pisklęta przy upadkach na ziemię nawet z 10 metrów. Wykonano doświadczenia, które wykazały, że kaczęta mandarynki wychowane w gnieździe na drzewie nie boją się wysokości.

### Pożywienie
Pokarm roślinny i zwierzęcy (bezkręgowce) zbierany z powierzchni wody. Jesienią najczęściej jedzą bukiew i żołędzie.

## Status

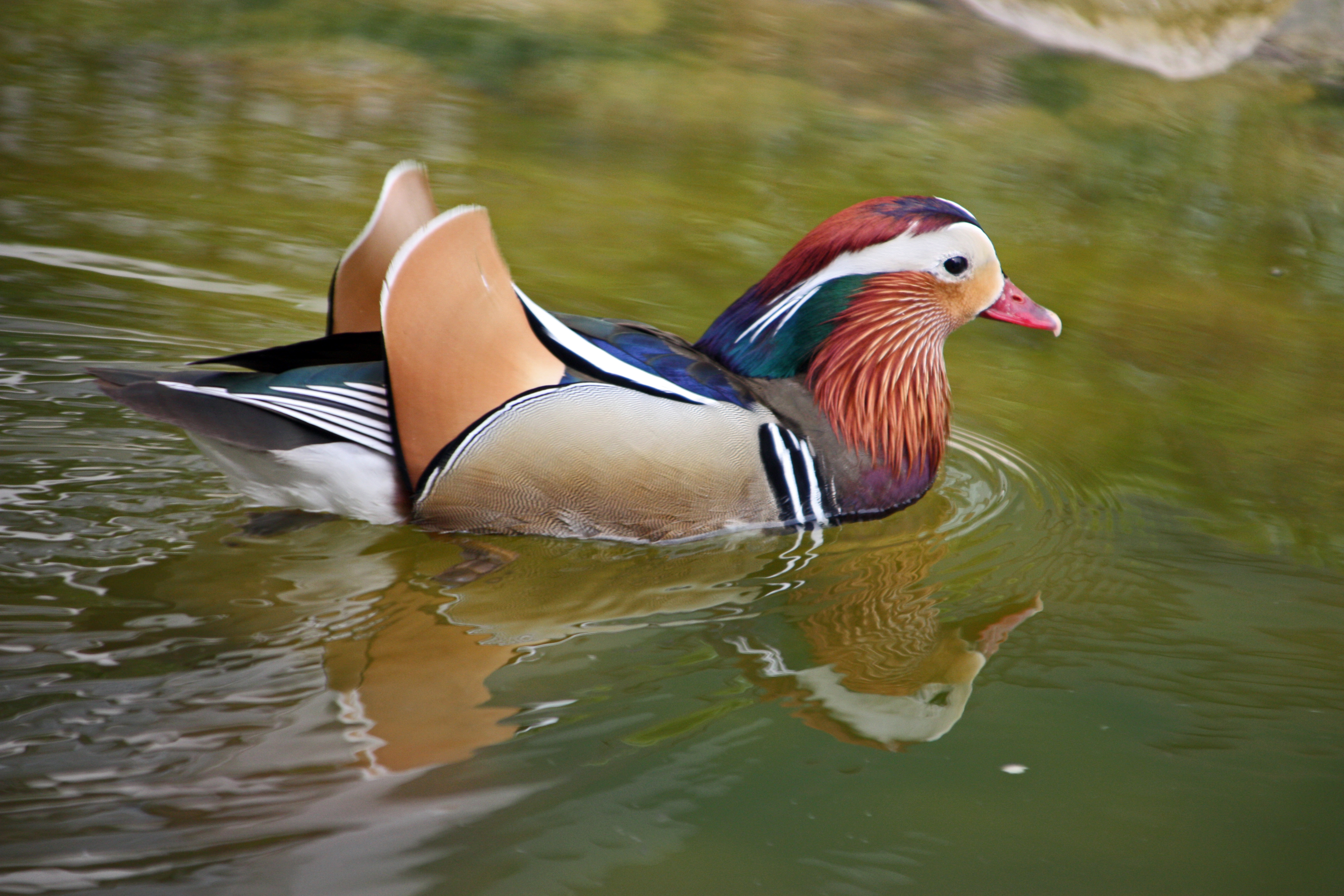
Samiec kaczki mandarynki sfotografowany w Starej Iwicznej, Polska

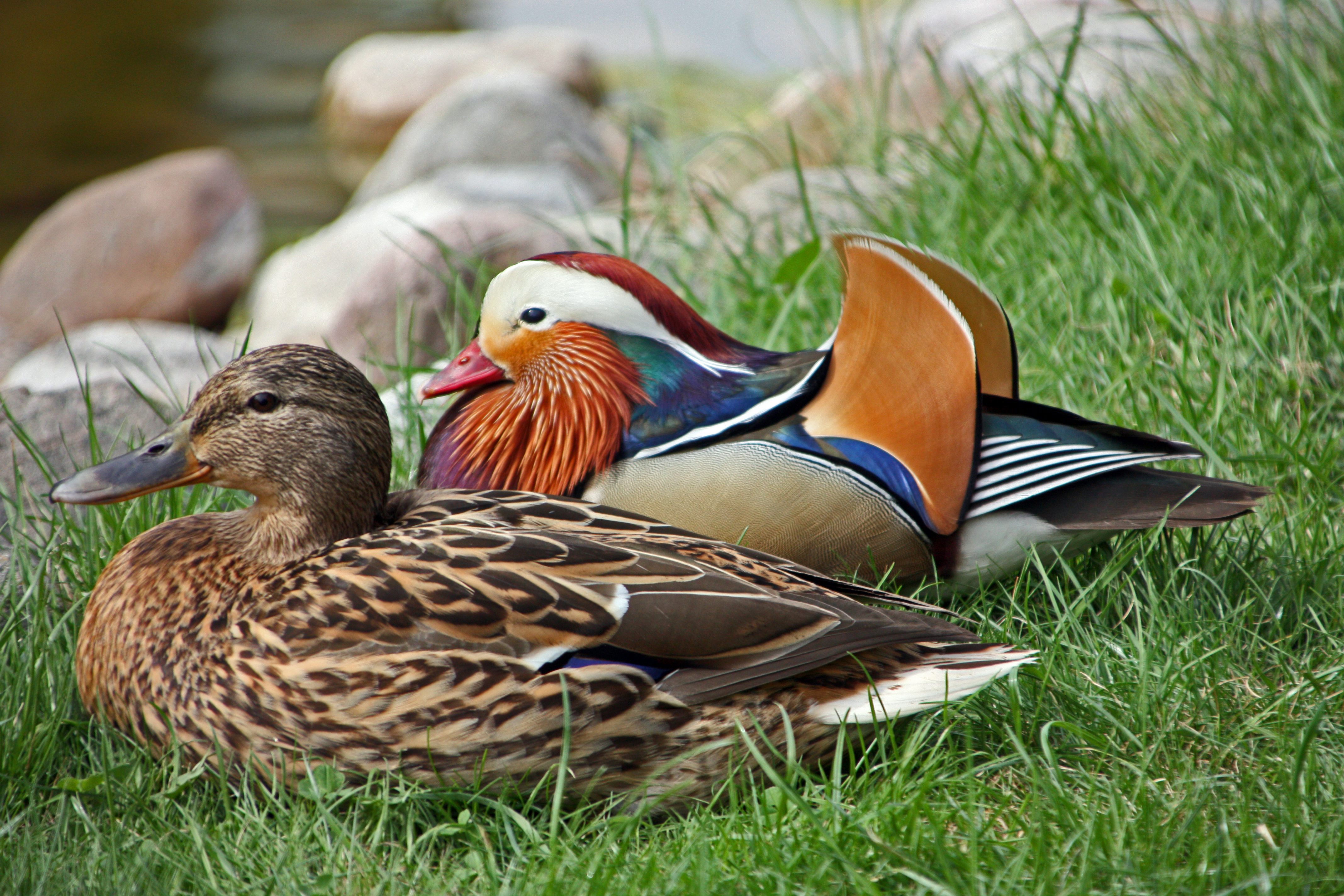
Samiec kaczki mandarynki z samicą kaczki krzyżówki, Stara Iwiczna, Polska

W Czerwonej księdze gatunków zagrożonych Międzynarodowej Unii Ochrony Przyrody (IUCN) mandarynka od 2000 klasyfikowana jest jako gatunek najmniejszej troski (LC – Least Concern); wcześniej, od 1988 była uznawana za gatunek bliski zagrożenia (NT – Near Threatened). W 2006 roku organizacja Wetlands International szacowała liczebność światowej populacji na około 65–66 tysięcy osobników. Globalny trend liczebności populacji uznawany jest za spadkowy, choć niektóre populacje mogą być stabilne.
W Polsce nie podlega ochronie, jako gatunek potencjalnie inwazyjny. Po raz pierwszy na terenie Polski stwierdzona w 1963/1964, a od 1995 jest notowana corocznie, głównie w parkach w różnych miastach. W 1999 celowo wypuszczono na wolność mandarynki w Parku Łazienkowskim w Warszawie, w 2001 odnotowano tam pierwszy na terenie kraju udany lęg ptaków tego gatunku na wolności. W latach 2015–2018 liczebność populacji lęgowej na terenie kraju szacowano na 90–100 par. Później notowano pojedyncze lęgi w różnych miejscach Polski. W drugiej dekadzie XXI w. poza Warszawą najbardziej stabilna, choć znacznie mniej liczna, populacja lęgowa wytworzyła się w Brzegu.

## Symbolika
W kulturze chińskiej para kaczek mandarynek jest symbolem wierności. Ptaki te bowiem łączą się w pary na całe życie. Chińczycy uważają, że kiedy jedna z kaczek ginie, druga umiera ze zgryzoty.